# Песчаные удавы
Песчаные удавы (лат. Erycinae) — подсемейство змей семейства ложноногих. Часто рассматривается как семейство.

## Описание
Общая длина представителей этого подсемейства колеблется от 40 см до 1 м. Голова короткая, уплощенная, узкая, небольшая; глаза маленькие; зрачки круглые: туловище тонкое, стройное, плотное, цилиндрическое. Хвост короткий, имеет клиновидную или затупленную форму.
Окраска серая, коричневая, бурая, красноватая, оливковая. У ряда видов кончик головы и хвоста значительно темнее.

## Образ жизни
Любят леса, луга, саванны, сухие, горные, песчаные, глинистые места. Значительное время проводят роя норы и ходы в почве. Активны ночью или в сумерках. Питаются мелкими грызунами, ящерицами, птенцами, улитками, насекомыми. Самка рожает от 1 до 20 детенышей.

## Распространение
Обитают в Северной Америке, Африке, юго-восточной Европе, западной и южной Азии.

## Классификация
Включает 3 вымерших и 1 современный род:
- † Albaneryx
- † Bransateryx
- Удавчики (Eryx)
- † Rageryx[4]